# Pedro de Felipe del Rey
Pedro de Felipe del Rey és un escriptor espanyol nascut l'any 1931 a Orche Guadalajara. llicenciat en Teologia, estudiós de les Sagrades Escriptures amb coneixements del grec i llatí.

## Controvèrsia amb els Testimonis de Jehovà
L'any 1973 va escriure una carta al president Natan H. Knorr de la societat Watch Tower acusant-lo de falsejar a Berós per tal de provar la data de 1914 com inici del regne de mil anys de Jesucrist. Ha escrit diversos llibres contra les doctrines dels Testimonis de Jehovà, en especial critica als seus primers presidents Charles Taze Russell i Joseph Rutherford per les seves interpretacions especulatives de les profecies bíbliques.

## Obra
- "El regne de Déu començà el 1914 ¿realitat o frau? ¿política o religió?", editat a Madrid l'any 1974, Un estudi de la Profecia dels Set Temps i la interpretació peculiar que en fan els Testimonis de Jehovà.
- Els Testimonis de Jehovà i les transfusions de sang, 1975.
- Des de don Pelayo fins a Joan Carles I, 1979.